# بازوبند
بازوبند (آبکَشین) تکه پارچه‌ای است که به دور بازو، روی آستین یا سایر لباس‌ها (اگر باشد)، بسته می‌شود. بازوبندها ممکن است برای تزئین صِرف بسته شوند یا نشانگر وابستگی استفاده‌کننده به یک گروه، داشتن نقش یا درجه‌ای خاص، یا بودن در وضعیت یا حالتی خاص باشند.